# Ашеа
Ашѐа (на италиански: Ascea; на неаполитански: Ascìa, Ашия) е градче и община в Южна Италия, провинция Салерно, регион Кампания. Разположено е на 293 m надморска височина. Населението на общината е 5830 души (към 2010 г.).